# ツアー・オブ・エルク・グローヴ
ツアー・オブ・エルク・グローヴ（Tour of Elk Grove）は、例年8月、アメリカ合衆国のイリノイ州、エルク・グローヴ村で開催される、自転車競技、ロードレースにおける、ステージレースの名称。UCIアメリカツアー2.1カテゴリ。
2012年に初めて、UCIアメリカツアーに組み込まれた。
ツアー・オブ・ユタと日程が重なり、USA Cyclingと国際自転車競技連合(UCI)との間で日程変更の折り合いがつかず、2014年以降、開催されていない。

## 歴代優勝者
| 年   | 優勝者                     | 国籍           |
| ---- | -------------------------- | -------------- |
| 2006 | ヒルトン・クラーク         | オーストラリア |
| 2007 | ネイサン・オニール         | オーストラリア |
| 2008 | ダヴィ・ヴェユー           | カナダ         |
| 2009 | カール・メンジーズ         | オーストラリア |
| 2010 | ジョナサン・キャントウェル | オーストラリア |
| 2011 | ルイス・アマラン           | キューバ       |
| 2012 | フランソワ・パリジャン     | カナダ         |
| 2013 | エリア・ヴィヴィアーニ     | イタリア       |